# Diego de Almagro (wyspa)
Diego de Almagro (hiszp. Isla Diego de Almagro) – wyspa w południowym Chile, będąca częścią archipelagu Ziemi Ognistej. Administracyjne położona jest w regionie Magallanes. Jej powierzchnia wynosi 375,60 km², najwyższy punkt wyspy jest na 203 m n.p.m.
Fauna i flora wyspy są dosyć ubogie. Wśród zwierząt występują tutaj lisy, wydry oraz gryzonie, a także zimorodki, drozdy, łabędzie, pingwiny, mewy. W wodach wyspy znajdują się ryby z rodz. żuchwikowatych, aterynowatych, czy malacanthidae.